# André Salvisberg
André Salvisberg (* 1965) ist ein Schweizer Historiker.

## Leben
André Salvisberg studierte Geschichte an der Universität Basel und schloss sein Studium 1991 mit dem Lizenziat ab. In seiner unveröffentlichten Lizentiatsarbeit befasste er sich mit der Polizei des Kantons Basel-Stadt in den 1850er- und 1860er-Jahren. Nach dem Studium war er einige Jahre als freier Autor und Historiker tätig. Heute arbeitet er bei der Christoph Merian Stiftung, wo er für das Archiv zuständig ist, sowie als Sekretär der Bildungs- und Kulturkommission des Grossen Rats des Kantons Basel-Stadt. Von ihm stammen zahlreiche Buchveröffentlichungen und Aufsätze vornehmlich zur Geschichte der Region Basel. Er ist auch Verfasser etlicher Artikel im Historischen Lexikon der Schweiz.

## Schriften

### Monografien
- Schriftgutablagen in der kantonalen Verwaltung Basel-Stadt. Ergebnisse einer im Winterhalbjahr 1994/95 im Auftrag des Staatsarchivs Basel-Stadt durchgeführten Enquête. 1995.
- 175 Jahre Casino-Gesellschaft Basel 1824–1999. Basel 1999.
- Die Basler Strassennamen. Basel 1999.
- mit Markus Kutter: Die Schweiz im 20. Jahrhundert. Basel 2000.
- 150 Jahre Freiwilliger Museumsverein Basel. Basel 2000.
- Das Haus zur Alten Treu, Nadelberg 17, Basel. Riehen 2002.
- mit Remigius Sebastian Faesch: Das Museum Faesch – eine Basler Kunst- und Raritätensammlung aus dem 17. Jahrhundert. Basel 2005.
- als Hauptautor: Historischer Atlas der Region Basel. Geschichte der Grenzen. Basel 2010.
- mit Claudius Sieber-Lehmann, Walter Hochreiter, Eva Gschwind, Dominik Sieber: Drinnen. Draussen. Dabei. Die Geschichte der Stadt Rheinfelden. Hrsg. von der Stadt Rheinfelden. Heidelberg 2014.

### Herausgeberschaften
- Johann Jacob Müller: Geschichte der Provisorischen National Versammlung allhier zu Basel in Meinungen, Bemerkungen und Schlüssen, über jeden in den Sitzungen vorgekommenen und angehandelten Gegenstand in A 1798. Basel 1997.
- Daniel Burckhardt-Wild: Tag=Buch der Merckwürdigsten Vorfällen, welche sich seit dem Jahr 1789 in diesen für unsere Stadt Basel unvergesslichen Zeiten zugetragen haben. Basel 1997.
- Revolution in Basel. ein Lesebuch über Stadt und Landschaft Basel vom Beginn der Französischen Revolution bis zum Ende der Helvetischen Republik, 1789–1803. Basel 1998.

### Aufsätze (Auswahl)
- Fragwürdige Kurzauftritte. Über die Rollen von Frauen in Quellen zur Basler Revolution des Jahres 1798. In: Christian Simon (Hg.): Sozioökonomische Strukturen – Frauengeschichte/Geschlechtergeschichte = Structures sociales et économiques – histoire des femmes. 1997, S. 187–198.
- Immer diese Revolutionen ... und wo bleibt der Alltag. In: Basel 1798. Vive la République Helvétique. Basel 1998, S. 125–153.
- Ein wenig Helvetia und noch weniger Basilea – Allegorische Karikatur und karikierte Allegorie. In: Stefan Hess, Tomas Lochman (Hg.): Basilea. Ein Beispiel städtischer Repräsentation in weiblicher Gestalt. Basel 2001, S. 102–109.
- «... mit grosser Müh, Sorgfalt und Unkosten, in dreissig und mehr Jahren zusammen geleget ...» Das Museum Faesch. In: Die grosse Kunstkammer. Bürgerliche Sammler und Sammlungen in Basel. Hg. vom Historischen Museum Basel. Basel 2011, S. 81–94.